# Patersdorf
Patersdorf je obec v německé spolkové zemi Bavorsko, v zemském okrese Regen ve vládním obvodu Dolní Bavorsko. V roce 2013 zde žilo 1 704 obyvatel.

## Poloha
Obec leží 12 km severozápadně od okresního města Regen. Okolní obce jsou: Geiersthal (S), Teisnach (SV), Zachenberg (JV), Ruhmannsfelden (J), Gotteszell (J), Achslach (JZ), Kollnburg (SZ).

Poloha obce na mapě okresu Regen